# Bettencourt-Saint-Ouen
Bettencourt-Saint-Ouen település Franciaországban, Somme megyében. Lakosainak száma 612 fő (2022. január 1.). Bettencourt-Saint-Ouen Belloy-sur-Somme, Flixecourt, Saint-Ouen és Vignacourt községekkel határos.

## Népesség
A település népességének változása:
| Lakosok száma | 649  | 626  | 630  | 619  | 619  | 619  | 619  | 617  | 612  |
|               | 2013 | 2015 | 2016 | 2017 | 2018 | 2019 | 2020 | 2021 | 2022 |